# Lijst van Santomese ministers van Buitenlandse Zaken

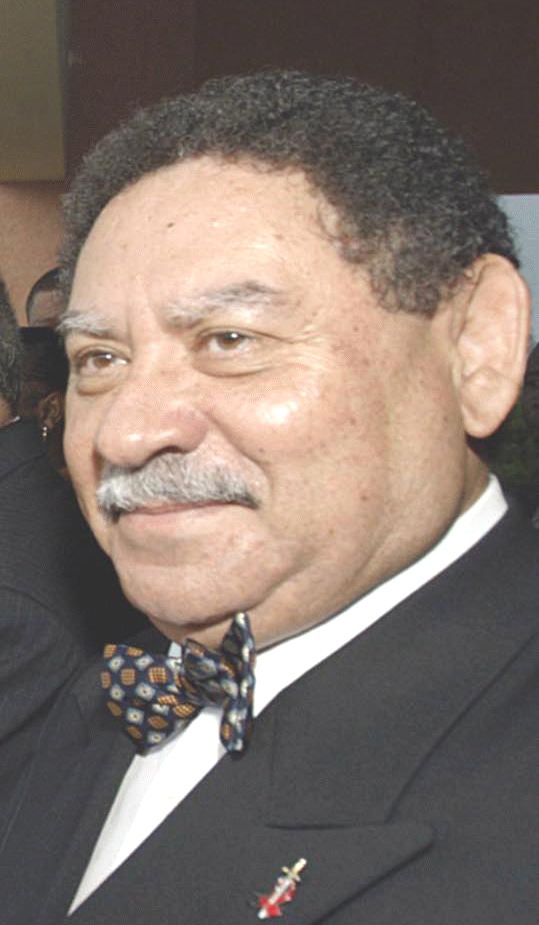
Fradique de Menezes, minister van Buitenlandse Zaken 1986–1987

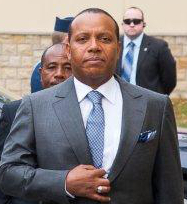
Patrice Trovoada, minister van Buitenlandse Zaken 2001–2002

Hieronder volgt een lijst van ministers van Buitenlandse Zaken van Sao Tomé en Principe.
| Minister van Buitenlandse Zaken      | Periode    |
| ------------------------------------ | ---------- |
| Miguel Trovoada                      | 1975       |
| Leonel Mário d'Alva                  | 1975–1978  |
| Maria do Nascimento da Graça Amorim  | 1978–1986  |
| Fradique de Menezes                  | 1986–1987  |
| Guilherme Posser da Costa            | 1987–1988  |
| Carlos Graça                         | 1988–1990  |
| Guilherme Posser da Costa            | 1990–1991  |
| Alda Bandeira                        | 1991–1993  |
| Albertino Bragança                   | 1993–1994  |
| Guilherme Posser da Costa            | 1994–1996  |
| Homero Jeronimo Salvaterra           | 1996–1999  |
| Alberto Paulino                      | 1999       |
| Paulo Jorge Espirito Santo           | 1999–2000  |
| Joaquim Rafael Branco                | 2000–2001  |
| Patrice Trovoada                     | 2001–2002  |
| Mateus Meira Rita                    | 2002       |
| Alda Bandeira                        | 2002       |
| Mateus Meira Rita                    | 2002–2004  |
| Óscar Sousa                          | 2004       |
| Ovídio Manuel Barbosa Pequeno        | 2004–2006  |
| Óscar Sousa                          | 2006       |
| Carlos Gustavo dos Anjos             | 2006–2007  |
| Ovídio Manuel Barbosa Pequeno        | 2007–2008  |
| Carlos Tiny                          | 2008–2010  |
| Manuel Salvador dos Ramos            | 2010–2012  |
| Natália Pedro da Costa Umbelina Neto | 2012–2014  |
| Manuel Salvador dos Ramos            | 2014–2016  |
| Urbino Botelho                       | 2016–2018  |
| Elsa Pinto                           | 2018–2020  |
| Edite Ten Jua                        | 2020–2022  |
| Alberto Neto Pereira                 | 2022–2023  |
| Gareth Guadalupe                     | sinds 2023 |